# Apodida
Die Apodida (aus griechisch ἀ- a- ‚ohne‘ [Verneinungspartikel], und πούς pous ‚Fuß‘) sind eine Ordnung der Seegurken.

## Verbreitung
Die Tiere leben weltweit in allen Ozeanen, meist in relativ flachen Wasser, in Korallenriffen oder in Mangroven, aber auch in der Tiefsee. Im Philippinengraben wurde die nur 1,2 Zentimeter lange Art Myriotrochus bruuni in einer Tiefe von 10.200 Metern gefunden. Auch in der Nordsee leben drei Arten der Apodida, Leptosynapta bergensis, Leptosynapta inhaerens und Leptosynapta minuta. Zu ihnen gehört auch die größte Seegurke, die 2,5 Meter lange Synapta maculata.

## Merkmale

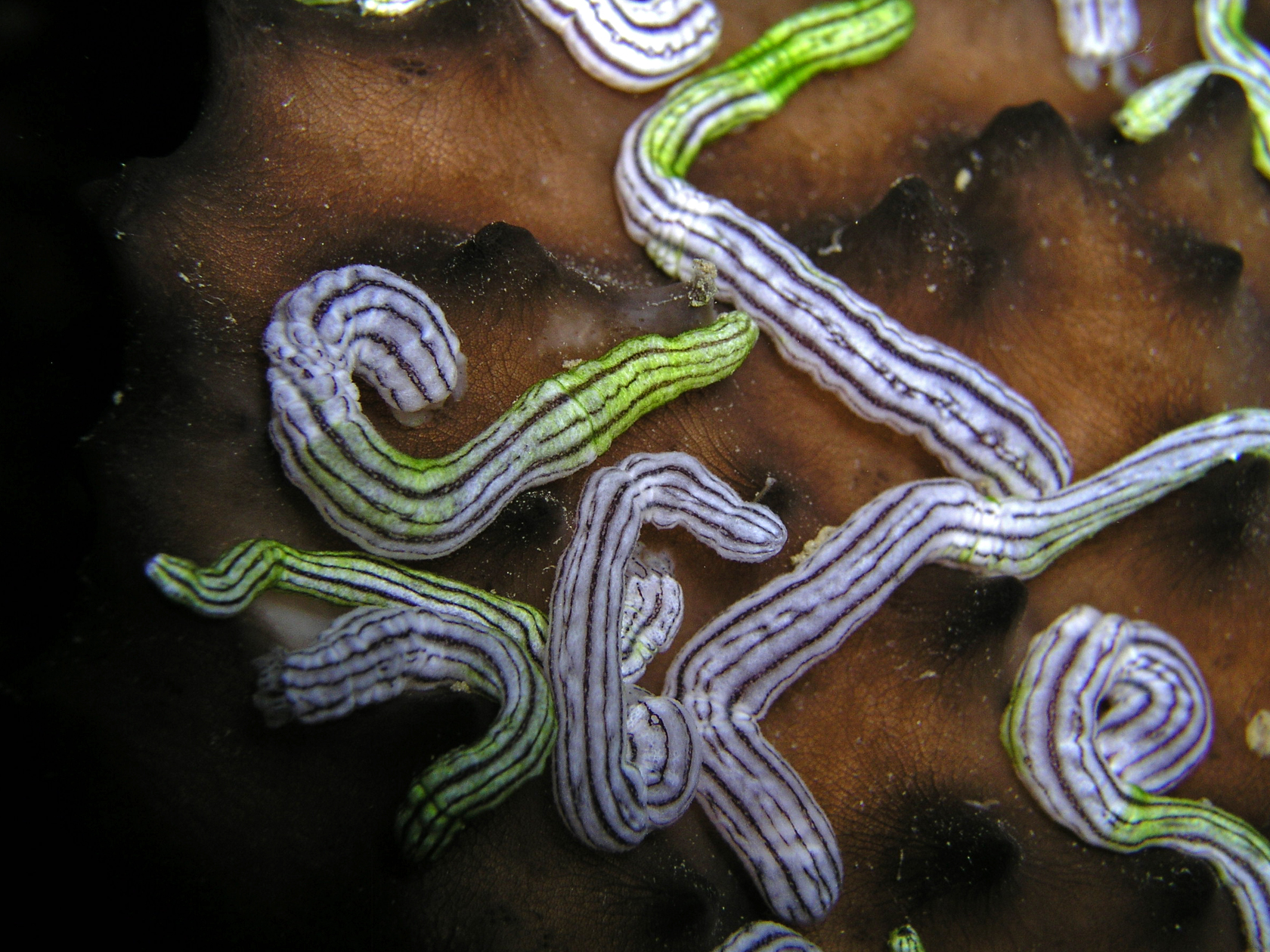
Synaptula lamperti aus der Familie der Synaptidae

Fußlose Seegurken, die der Ordnung Apodida angehören sind zylindrisch bis wurmartig geformt und wird 5 bis 15 Zentimeter lang (in Ausnahmefällen bis zu 30 Zentimetern). Die oberste Hautschicht der Tiere wird durch winzige stab- und C-förmig gebogene Sklerite stabilisiert.
Allen Apodida fehlen die Ambulacralfüßchen und die Papillen auf der Körperoberfläche. Im deutschen werden sie deshalb auch Fußlose Seegurken genannt. Sie haben 15 bis 20 einfache oder gefiederte Mundtentakel, die sie nicht zurückziehen können. Wasserlungen und Atmungsbüschel fehlen stets, Statozysten sind gut ausgebildet. Der Gasaustausch wird durch die dünne Haut ermöglicht. Vom Blutgefäßsystem ist nur noch der Ringkanal übrig, Radiärgefäße fehlen.

## Lebensweise
Die Tiere zählen zu den sogenannten „Suspensionsfressern“ und ernähren sich von Kleinstpartikeln. Apodida wischen oder tupfen zur Nahrungsaufnahme mit ihren Tentakeln über den Meeresboden und nehmen dabei kleine Nahrungspartikel auf. Seegurken der Ordnung Aspidochirotida schlucken ihre Nahrung gemeinsam mit Sand und Sediment, welches anschließend ausgeschieden wird. 
Die meisten Arten sind Zwitter. Einige Arten betreiben Brutpflege, indem sie die befruchteten Eier im Ovar oder in der Leibeshöhle austragen.

## Systematik

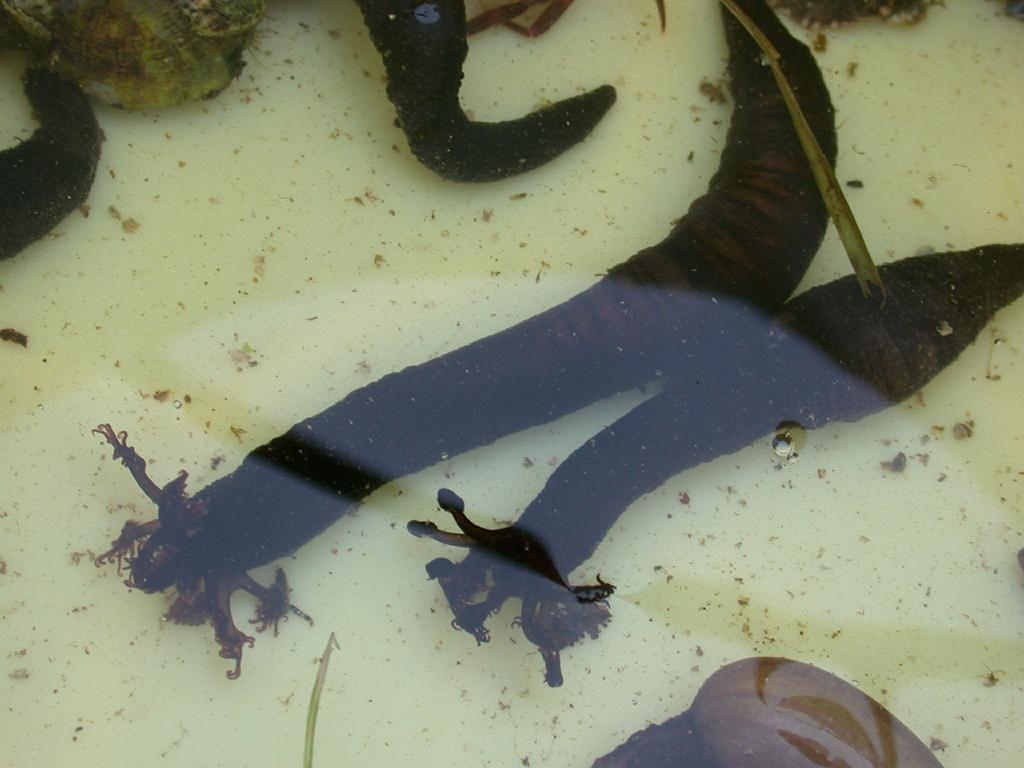
Polycheira rufescens aus der Familie der Chiridotidae

Die Ordnung der Apodida, die zur Unterklasse der Paractinopoda gezählt wird, ist (2023) nach wie vor in dieselben in drei Familien unterteilt, die bereits 2000 unterschieden wurden, als Kerr 32 Gattungen und 269 Arten unterschied
- Ordnung Apodida
  - Familie Chiridotidae Östergren, 1898
  - Familie Myriotrochidae
  - Familie Wurmseegurken (Synaptidae) Östergren, 1898 (z. B. Synaptula)